# Кен Кейворт
Кеннет Кейворт (англ. Kenneth Keyworth; нар. 24 лютого 1934, Ротергем, Англія — пом. 7 січня 2000) — англійський футболіст, нападник. Відомий своїми виступами в 1950-х та 1960-х років за «Ротергем Юнайтед», «Лестер Сіті», «Ковентрі Сіті» та «Свіндон Таун».

## Життєпис
У 1958 році за 9 000 британських фунтів перейшов з «Ротергем Юнайтед» до «Лестер Сіті», де протягом 7 сезонів залишався найрезультативнішим нападником «лисиць». У сезонах 1961/62, 1962/63 та 1963/64 років ставав найкращим бомбардиром клубу. Учасник фінальних матчів кубку Англії 1961 та 1963 років, при цьому в останньому з вище вказаних фіналів відзначився єдиним голом за «Лестер». Також виходив на поле в обох матчах фіналу Кубку ліги 1964 року.

## Досягнення
«Лестер Сіті»
- Кубок Англії
  -  Фіналіст (2): 1961, 1963

- Кубок Футбольної ліги
  -  Володар (1): 1964